# 德米特里·乌特金

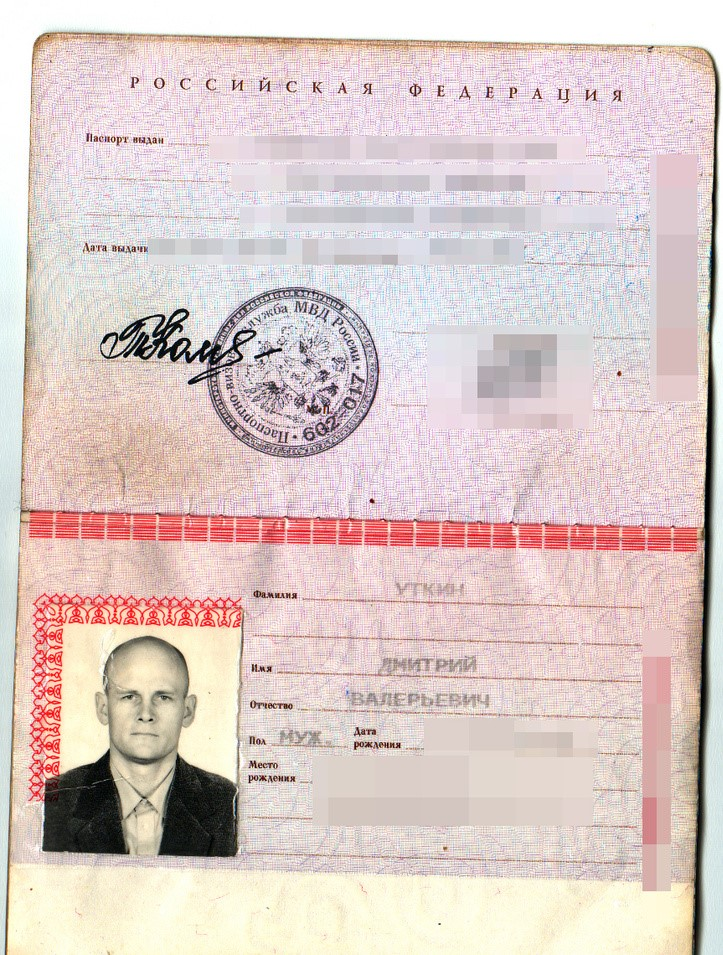

德米特里·瓦列里耶维奇·乌特金（羅馬化：Dmitriy Valeryevich Utkin；1970年6月11日—2023年8月23日），俄羅斯前格魯烏特種部隊中校。他是俄羅斯私人軍事服務公司瓦格纳集团的創始人，代號「瓦格纳」（Вагнер）。
乌特金曾於1993年至2013年期間任俄罗斯联邦武装力量总参谋部情报总局俄羅斯蛙人突擊隊第2獨立特別旅第700獨立特別支隊指揮官，該支隊駐扎於普斯科夫州佩喬雷。2013年退役後加入斯拉夫軍團，在敘利亞內戰中支持巴沙尔·阿萨德。同年10月返回莫斯科。隨後，他在俄羅斯創建了自己的僱傭兵組織瓦格纳集团，不過有媒體指出該組織的實際控制人是與俄羅斯總統普京關係匪淺的叶夫根尼·普里戈任。他是一名新納粹主義者，對納粹德國的歷史充滿熱情，其組織名字來源於理查德·瓦格纳；而有照片顯示，他本人身上紋有武装党卫队和帝國鷹的紋身。
2014年，乌特金作為小綠人成員之一在克里米亞危機中發揮作用。2014年夏，他積極參與盧甘斯克機場戰役，翌年參與傑巴利采韋戰役。
2015年，乌特金和他的手下在克拉斯诺达尔边疆区完成培訓後返回敘利亞參戰。
2016年12月9日，他以四枚勇氣勳章獲得者的身份參加在克里姆林宮舉行的祖國英雄日慶祝活動，並同俄羅斯總統弗拉基米尔·普京及安德烈·尼古拉耶维奇·特罗舍夫、亚历山大·谢尔盖耶维奇·库兹涅佐夫、安德烈·米哈伊洛维奇·博加托夫，其餘三名瓦格纳实际指挥官合影。總統新聞秘書德米特里·佩斯科夫證實了他是受邀者之一，但沒有評論其與僱傭軍的關係。
2017年6月，美國對乌特金實施制裁。7月，他被任命為由叶夫根尼·普里戈任控股的康科德管理咨询公司的首席執行官。
2021年12月13日，由於歐盟指控瓦格纳集团在烏克蘭犯下嚴重的侵犯人權及屠殺罪行，他被歐盟實施制裁。
2023年8月23日，乌特金乘坐的飞机在俄罗斯特维尔州被击落，乌特金与其老板普里格津均当场毙命。据报道，普里戈津和乌特金的尸体均已找到。其中普里戈津的尸体被因他缺失的手指辨别，而乌特金的尸体则靠他身上的纳粹纹身被辨别出来。28日，DNA检测结果确认坠机现场寻获的一具尸体确系乌特金。

## 政治观点
瓦格纳集团的成员报告说，乌特金信奉斯拉夫本土信仰。位于拉脱维亚的Meduza报道称乌特金同情纳粹德国，而英国媒体National World认为，乌特金是新纳粹分子，因为2021年出现的图像据称显示他的脖子和胸部有武装党卫队领章与纳粹德国鹰的纹身。